# 354 f.Kr.

## Händelser

### Efter plats

#### Grekland
- På grund av det ökande missnöjet med hans tyranniska beteende blir Dion mördad av Kallippos, en atenare som har åtföljt honom på en expedition för att ta över som tyrann av Syrakusa. Dionysios II kvarstår i exil i Italien.
- Aten erkänner öarna Kios, Kos och Rhodos självständighet samt sluter fred med Mausollos av Karien.
- Fokierna lider nederlag mot atenarna i det heliga kriget.
- Filip II av Makedonien intar och förstör Methone, en stad som har tillhört Aten. Under belägringen av staden förlorar Filip ett öga.

#### Romerska republiken
- Rom allierar sig med samniterna och de ingår en ömsesidig försvarspakt mot gallerna. Rom besegrar också etruskerna i staden Caere.

#### Kina
- Staten Qi besegrar staten Wei i slaget vid Guiling, en konflikt där Sun Bins militärstrategi används.

### Efter ämne

#### Arkitektur
- Mausoleet i Halikarnassos, kung Mausollos grav och ett av antikens sju underverk, står färdigt.

## Avlidna
- Dion, tyrann av Syrakusa (mördad; född omkring 408 f.Kr.)
- Timotheios, atensk statsman och general
- Xenofon, grekisk historiker, soldat, legoknekt och beundrare av Sokrates (född cirka 427 f.Kr.) (död detta eller föregående år)